# Lost in Space Part II
Lost In Space part II es el cuarto disco de Avantasia lanzado en el 2007 con la discográfica Nuclear Blast.

## Temas
1. "Lost In Space" - 3:52
2. "Promised Land" - 4:52
3. "Dancing With Tears In My Eyes" (Cover de Ultravox) - 3:54
4. "Scary Eyes" - 3:32
5. "In My Defense" (Cover de Freddie Mercury)- 3:58
6. "Lost In Space (Alive at Gatestudio)" - 4:37

## Créditos
- - Tobias Sammet - Voz y bajo
  - Jorn Lande - Voz
  - Amanda Somerville - Voz
  - Sascha Peth - Guitarras
  - Henjo Ritcher - Guitarra solista
  - Eric Singer - Batería

- Datos: Q2538748
- Multimedia: Avantasia / Q2538748